# ITF Cali
Das ITF Cali (offiziell: Copa Bionaire) war ein Tennisturnier des ITF Women’s Circuit, das in Cali, Kolumbien ausgetragen wurde.
- Siehe auch: WTA Challenger Cali

## Siegerliste

### Einzel
| Jahr                        | Siegerin           | Finalgegnerin        | Ergebnis      |
| --------------------------- | ------------------ | -------------------- | ------------- |
| ↓ Kategorie: ITF $25.000 ↓  |                    |                      |               |
| 2007                        | Teliana Pereira    | Frederica Piedade    | 7:62, 6:2     |
| 2008                        | Mathilde Johansson | Ekaterina Shulaeva   | 3:6, 6:0, 6:1 |
| ↓ Kategorie: ITF $50.000 ↓  |                    |                      |               |
| 2009                        | Nastassja Jakimawa | Rossana de los Ríos  | 6:3, 6:0      |
| ↓ Kategorie: ITF $75.000 ↓  |                    |                      |               |
| 2010                        | Polona Hercog      | Mariana Duque Mariño | 6:4, 5:7, 6:2 |
| ↓ Kategorie: ITF $100.000 ↓ |                    |                      |               |
| 2011                        | Irina-Camelia Begu | Laura Pous Tió       | 6:3, 7:61     |
| 2012                        | Alexandra Dulgheru | Mandy Minella        | 6:3, 1:6, 6:3 |

### Doppel
| Jahr                        | Siegerinnen                          | Finalgegnerinnen                       | Ergebnis          |
| --------------------------- | ------------------------------------ | -------------------------------------- | ----------------- |
| ↓ Kategorie: ITF $25.000 ↓  |                                      |                                        |                   |
| 2007                        | Joana Cortez Roxane Vaisemberg       | Ana-Clara Duarte Teliana Pereira       | 5:7, 6:4, 6:4     |
| 2008                        | Mailen Auroux Estefania Craciun      | Melanie Klaffner Ksenija Mileuskaja    | 6:1, 6:4          |
| ↓ Kategorie: ITF $50.000 ↓  |                                      |                                        |                   |
| 2009                        | Betina Jozami Arantxa Parra Santonja | Frederica Piedade Nastassja Jakimawa   | 6:3, 6:1          |
| ↓ Kategorie: ITF $75.000 ↓  |                                      |                                        |                   |
| 2010                        | Edina Gallovits Polona Hercog        | Estrella Cabeza Candela Laura Pous Tió | 3:6, 6:3, [10:8]  |
| ↓ Kategorie: ITF $100.000 ↓ |                                      |                                        |                   |
| 2011                        | Irina-Camelia Begu Elena Bogdan      | Jekaterina Iwanowa Kathrin Wörle       | 2:6, 7:66, [11:9] |
| 2012                        | Karin Knapp Mandy Minella            | Alexandra Cadanțu Raluca Olaru         | 6:4, 6:3          |

## Quelle
- ITF Homepage